# Заря (Ейский район)
Заря — посёлок в Ейском районе Краснодарского края.
Входит в состав Трудового сельского поселения.

## География

### Улицы
- пер. Новый,
- ул. Новая,
- ул. Центральная,
- ул. Школьная,
- ул. Южная.

## Население
| 2002 | 2010 |
| ---- | ---- |
| 183  | ↗194 |